# قومية ألمانية

علم ألمانيا

القومية الألمانية هي فكرة أيديولوجية تعزز وحدة الألمان والمتحدثين باللغة الألمانية إلى دولة قومية. تؤكد القومية الألمانية وتفخر بالهوية الوطنية للألمان. بدأت أصول القومية الألمانية الأولى مع ولادة القومية الرومانسية خلال الحروب النابليونية عندما بدأت القومية الجرمانية في الارتفاع. بدأت الدعوة لدولة قومية ألمانية تصبح قوة سياسية مهمة رداً على غزو فرنسا للأراضي الألمانية من قبل فرنسا تحت حكم نابليون. يطلق اسم القومية الالمانية على الشعوب ذوي العروق واللغات الالمانية وقد كانت الامبراطورية الرومانية المقدسة تجمع الالمان في بلد واحد وقد شملت الامبراطورية الالمانية معظم مناطق القومية الالمانية والدول التي تعد ألمانية هي ألمانيا والنمسا ولوكسمبورغ و 65% من سويسرا بالإضافة إلى غرب بولندا والالزاس و اللورين وجنوب الدنمارك وبوهيميا
في القرن التاسع عشر، ناقش الألمان المسألة الألمانية حول ما إذا كان ينبغي أن تتألف الدولة القومية الألمانية من «ألمانيا الصغرى» التي استبعدت النمسا أو «ألمانيا الكبرى» التي شملت النمسا.  نجح الفصيل بقيادة المستشار البروسي أوتو فون بسمارك في تشكيل ألمانيا أقل. 
كانت القومية الألمانية العدوانية والتوسع الإقليمي عاملاً رئيسيًا أدى إلى الحربين العالميتين. قبل الحرب العالمية الأولى، أقامت ألمانيا إمبراطورية استعمارية على أمل منافسة بريطانيا وفرنسا. في ثلاثينيات القرن العشرين، حصل النازيون على السلطة وسعوا إلى إنشاء الرايخ الجرماني الكبير، مع التركيز على الهوية الألمانية العرقية والعظمة الألمانية لاستبعاد جميع الآخرين، مما أدى في النهاية إلى إبادة اليهود والبولنديين والرومانيين وغيرهم من الأشخاص الذين اعتبروا أونترمينش (من البشر) في المحرقة خلال الحرب العالمية الثانية.
بعد هزيمة ألمانيا النازية، تم تقسيم البلاد إلى ألمانيا الشرقية والغربية في الأفعال الافتتاحية للحرب الباردة، واحتفظت كل دولة بإحساس بالهوية الألمانية واحتفظت بإعادة التوحيد كهدف، وإن كان ذلك في سياقات مختلفة. كان إنشاء الاتحاد الأوروبي في جزء منه محاولة لتسخير الهوية الألمانية لهوية أوروبية. تعرضت ألمانيا الغربية لمعجزة اقتصادية بعد الحرب، مما أدى إلى إنشاء برنامج عامل ضيف ‏. انتهى الأمر بالعديد من هؤلاء العمال إلى الاستقرار في ألمانيا مما أدى إلى توترات حول مسائل الهوية الوطنية والثقافية، خاصة فيما يتعلق بالأتراك الذين استقروا في ألمانيا.
تم إعادة توحيد ألمانيا في عام 1990 بعد التحول في نظام الحكم بألمانيا. حدث تسبب في بعض الإنذار داخل ألمانيا وخارجها. برزت ألمانيا كقوة داخل أوروبا وفي العالم. أدى دورها في أزمة الديون الأوروبية وأزمة المهاجرين الأوروبية إلى انتقاد إساءة الاستبداد الألمانية لقوتها، خاصة فيما يتعلق بأزمة الديون اليونانية، وأثار تساؤلات داخل ألمانيا وخارجها حول دور ألمانيا في العالم.
نظرًا لرفض النظام النازي وفظائعه بعد عام 1945، يُنظر إلى القومية الألمانية بشكل عام في البلاد على أنها من المحرمات  ويكافح الناس داخل ألمانيا لإيجاد طرق للاعتراف بماضيه ولكنهم يفتخرون بإنجازاته الماضية والحالية؛ لم يتم حل المسألة الألمانية بشكل كامل في هذا الصدد. اجتاحت البلاد موجة من الفخر الوطني عندما استضافت كأس العالم لكرة القدم 2006. توجد الأحزاب اليمينية المتطرفة التي تشدد على الهوية الوطنية الألمانية والفخر منذ نهاية الحرب العالمية الثانية ولكنها لم تحكم أبدًا.

## التاريخ

### تحديد أمة ألمانية

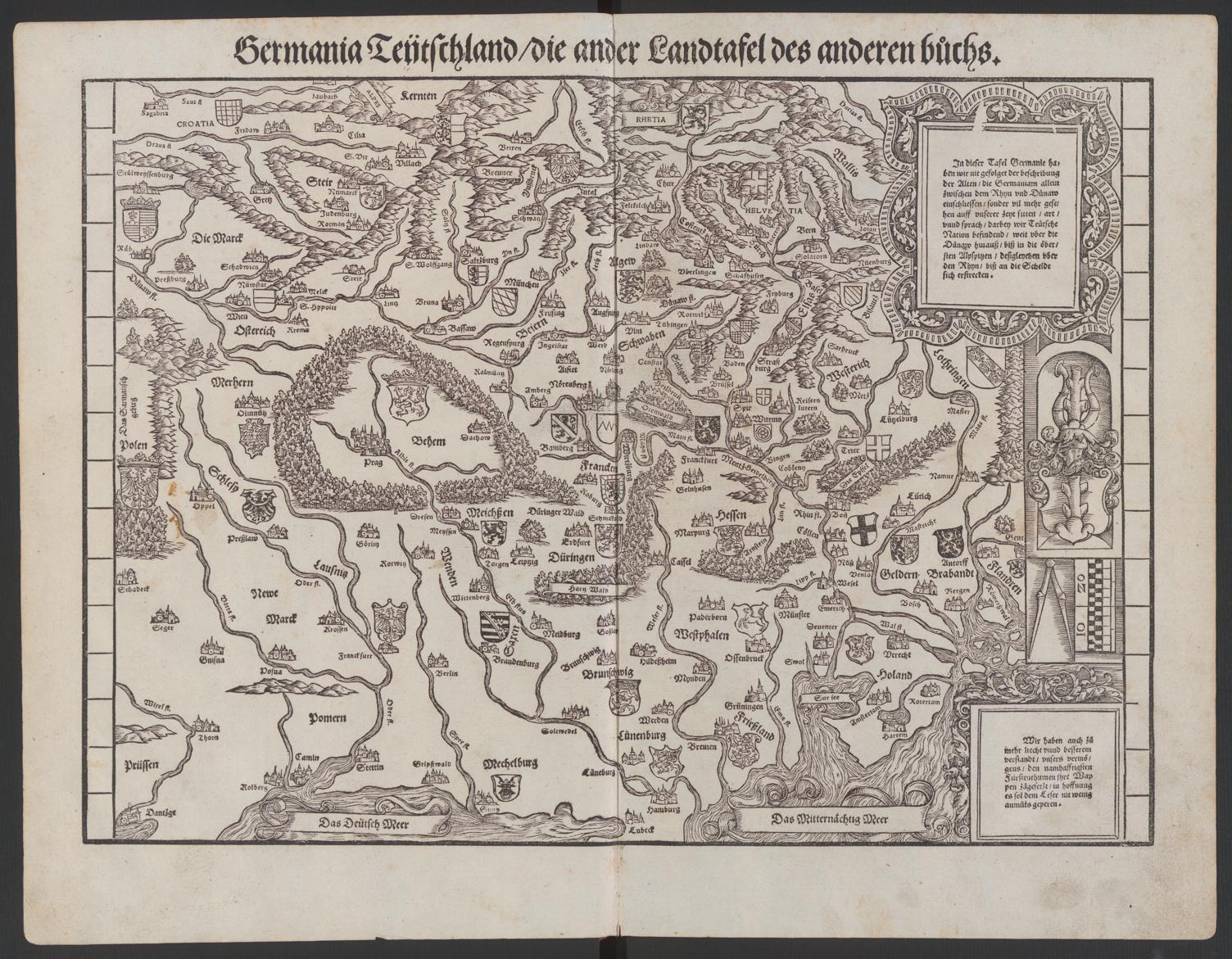
تحدد هذه الخريطة المنشورة في زيورخ عام 1548 "الأمة الألمانية" بناءً على تقاليدها وعاداتها ولغتها.

قدم تحديد أمة ألمانية على أساس الخصائص الداخلية صعوبات. منذ بداية الإصلاح في القرن السادس عشر، تم تقسيم الأراضي الألمانية بين الكاثوليك واللوثريين وكان التنوع اللغوي كبيرًا أيضًا. اليوم، تقدر لهجات Swabian والبافارية وساكنون وCologne بأشكالها الأكثر نقاءً أن تكون مفهومة بشكل متبادل بنسبة 40 ٪ مع اللغة الألمانية القياسية الحديثة، مما يعني أنه في محادثة بين أي متحدثين أصليين لأي من هذه اللهجات وشخص يتحدث فقط الألمانية القياسية، سيكون هذا الأخير قادرًا على فهم أقل قليلاً من نصف ما يقال دون أي معرفة مسبقة باللهجة، وهو وضع من المرجح أن يكون مشابهًا أو أكبر في القرن التاسع عشر.
تطورت القومية بين الألمان لأول مرة ليس بين عامة الناس ولكن بين النخب المثقفة في مختلف الدول الألمانية. لاحظ القومي الألماني الأول فريدريش كارل فون موسر، في منتصف القرن الثامن عشر، أنه بالمقارنة مع «البريطانيين والسويسريين والهولنديين والسويديين»، فإن الألمان يفتقرون إلى «طريقة وطنية للتفكير». ومع ذلك، واجهت النخب الثقافية نفسها صعوبات في تحديد الأمة الألمانية، وغالبا ما تلجأ إلى مفاهيم واسعة وغامضة: الألمان كـ "Sprachnation" (شعب موحد بنفس اللغة)، "Kulturnation" (شعب موحد بنفسه الثقافة) أو "Erinnerungsgemeinschaft" (مجتمع ذكرى، أي مشاركة تاريخ مشترك). يوهان جوتليب فيشت - يعتبر الأب المؤسس للقومية الألمانية    - كرس الرابع من خطاباته للأمة الألمانية (1808) لتعريف الأمة الألمانية وقام بذلك على نطاق واسع. في رأيه، كان هناك انقسام بين الناس من أصل جرماني. كان هناك أولئك الذين غادروا وطنهم (الذي اعتبرته فيشت ألمانيا) خلال فترة الهجرة وأصبحوا إما مستوعبين أو متأثرين بشدة باللغة الرومانية والثقافة والعادات، وأولئك الذين بقوا في أراضيهم الأصلية واستمروا في التمسك بثقافتهم الخاصة.
في وقت لاحق، تمكن القوميون الألمان من تحديد أمتهم بشكل أكثر دقة، خاصة بعد صعود بروسيا وتشكيل الإمبراطورية الألمانية في عام 1871 والتي أعطت غالبية المتحدثين باللغة الألمانية في أوروبا إطارًا سياسيًا واقتصاديًا وتعليميًا مشتركًا. في أواخر القرن التاسع عشر وأوائل القرن العشرين، أضاف بعض الوطنيين الألمان عناصر من الإيديولوجيا العنصرية، وبلغت ذروتها في نهاية المطاف في قوانين نورمبرغ، التي سعت أقسامها إلى تحديد القانون وعلم الوراثة من الذي سيعتبر ألمانيًا.

### الإمبراطورية الاستعمارية
كان أحد العناصر المهمة للقومية الألمانية كما روجت لها الحكومة والنخبة الفكرية هو التأكيد على أن ألمانيا تؤكد نفسها كقوة اقتصادية وعسكرية عالمية، تهدف إلى التنافس مع فرنسا والإمبراطورية البريطانية على القوة العالمية. كان الحكم الاستعماري الألماني في أفريقيا 1884-1914 تعبيراً عن القومية والتفوق الأخلاقي تم تبريره من خلال استخدام صورة للسكان الأصليين على أنهم «آخرون». سلط هذا النهج الضوء على الآراء العنصرية للبشرية. تميز الاستعمار الألماني باستخدام العنف القمعي باسم «الثقافة» و«الحضارة»، وهي المفاهيم التي تعود أصولها إلى عصر التنوير. تفاخر مشروع التبشير الثقافي في ألمانيا بأن برامجها الاستعمارية كانت مساعٍ إنسانية وتعليمية. علاوة على ذلك، فإن القبول الواسع بين مثقفي الداروينية الاجتماعية يبرر حق ألمانيا في الحصول على الأراضي الاستعمارية كمسألة «البقاء للأصلح»، وفقًا للمؤرخ مايكل شوبرت.

### فترة ما بين الحربين 1918-1933

ألمانيا بعد معاهدة فرساي :
Administered by the عصبة الأمم
Annexed or transferred to neighboring countries by the treaty, or later via plebiscite and League of Nation action
جمهورية فايمار

أنشأت الحكومة بعد الحرب العالمية الأولى، جمهورية فايمار، قانون الجنسية الذي استند إلى مفاهيم ما قبل التوحيد للفولك الألماني كمجموعة عرقية عرقية تحددها الوراثة أكثر من المفاهيم الحديثة للمواطنة؛ كان القصد من القوانين أن تشمل الألمان الذين هاجروا واستبعاد مجموعات المهاجرين. ظلت هذه القوانين أساس قوانين الجنسية الألمانية حتى بعد إعادة التوحيد.
حكومة واقتصاد جمهورية فايمار كانت ضعيفة. كان الألمان غير راضين عن الحكومة، والظروف العقابية لتعويضات الحرب والخسائر الإقليمية لمعاهدة فرساي، وكذلك آثار التضخم المفرط.   قسمت الانقسامات الاقتصادية والاجتماعية والسياسية المجتمع الألماني.  انهارت جمهورية فايمار في نهاية المطاف تحت هذه الضغوط والمناورات السياسية لكبار المسؤولين والسياسيين الألمان. 

### ألمانيا النازية، 1933-1945

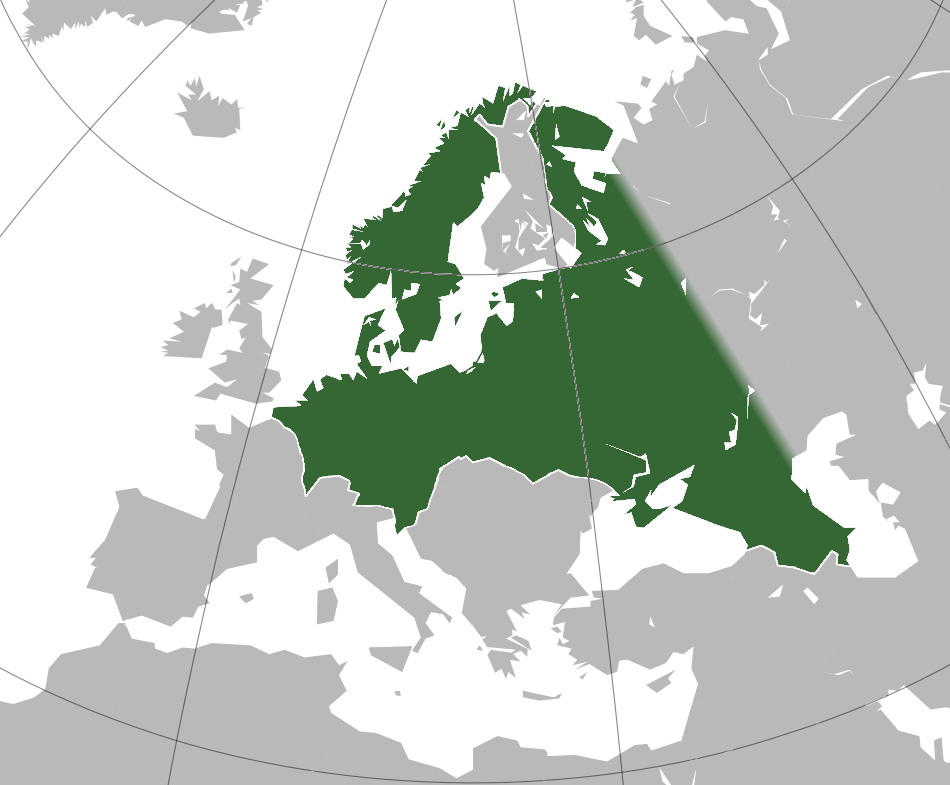
حدود "الرايخ الجرماني الكبير" المخطط له

آمن الحزب النازي، بقيادة النمساوي المولد أدولف هتلر، بشكل متطرف بالقومية الألمانية. كانت النقطة الأولى من برنامج النازيين المكون من 25 نقطة هي «نطالب بتوحيد جميع الألمان في ألمانيا الكبرى على أساس حق الشعب في تقرير المصير». بدأ هتلر، وهو ألماني نمساوي بالولادة، في تطوير آرائه الوطنية الألمانية القوية في سن مبكرة. تأثر بشكل كبير بالعديد من القوميين الألمان النمساويين الآخرين في النمسا والمجر، ولا سيما جورج ريتر فون شونر وكارل لوجر. تصورت أفكار هتلر لعموم ألمانيا الرايخ الألماني الكبير الذي كان سيشمل الألمان النمساويين والألمان السوديتين وغيرهم من العرقيين الألمان. ضم النمسا (آنشلوس) والسويدت (ضم السوديت) أكمل رغبة ألمانيا النازية في القومية الألمانية لفولكس دويتشه الألماني (الشعب /فولك).
دعا جنرالبلان أوست إلى إبادة أو طرد أو ألمنة أو استعباد معظم أو جميع التشيك والبولنديين والروس والبيلاروس والأوكرانيين لغرض توفيرليبنسراوم أكبر للشعب الألماني.

### 1945 حتى الوقت الحاضر
بعد الحرب العالمية الثانية، تم تقسيم الأمة الألمانية إلى دولتين، ألمانيا الغربية وألمانيا الشرقية، وتم تحويل بعض الأراضي الألمانية السابقة شرق خط أودر - نايسه إلى جزء من بولندا. تم وضع القانون الأساسي لجمهورية ألمانيا الاتحادية والذي كان بمثابة دستور لألمانيا الغربية وكتابته كوثيقة مؤقتة، على أمل إعادة توحيد ألمانيا الشرقية والغربية.
كان تشكيل الجماعة الاقتصادية الأوروبية، وأخيراً الاتحاد الأوروبي، مدفوعًا جزئيًا بقوى داخل وخارج ألمانيا سعت إلى ترسيخ هوية ألمانيا بشكل أعمق في هوية أوروبية أوسع، في نوع من «القومية التعاونية». :32 
أصبحت إعادة توحيد ألمانيا موضوعًا مركزيًا في السياسة الألمانية الغربية، وتم جعلها عقيدة مركزية لحزب الوحدة الألمانية الاشتراكية في ألمانيا الشرقية، وإن كان ذلك في سياق رؤية ماركسية للتاريخ يتم فيها اجتياح حكومة ألمانيا الغربية في الثورة البروليتارية.
ظلت مسألة الألمانية والأراضي الألمانية السابقة في بولندا، بالإضافة إلى وضع كونيغسبرغ كجزء من روسيا، صعبًا، حيث دعا الناس في ألمانيا الغربية إلى استعادة تلك الأراضي خلال الستينيات. أكدت ألمانيا الشرقية الحدود مع بولندا في عام 1950، بينما قبلت ألمانيا الغربية، بعد فترة من الرفض، أخيرًا الحدود (مع التحفظات) في عام 1970.
بقيت رغبة الشعب الألماني في أن تكون أمة واحدة قوية مرة أخرى، لكن صاحبها شعور باليأس خلال السبعينيات وحتى الثمانينيات. كانت مفاجأة، عندما وصلت Die Wende في أواخر الثمانينيات بقيادة شعب ألمانيا الشرقية، مما أدى إلى انتخابات عام 1990 التي وضعت حكومة تفاوضت على معاهدة التسوية النهائية فيما يتعلق بألمانيا وأعيد توحيد الشرق والغرب ألمانيا، وبدأت عملية التوحيد الداخلي.
تم معارضة إعادة التوحيد في عدة جهات داخل ألمانيا وخارجها، بما في ذلك مارغريت تاتشر، ويورغن هابرماس، وجونتر غراس، خشية أن تستأنف ألمانيا الموحدة عدوانها على البلدان الأخرى. قبل إعادة التوحيد مباشرة، خضعت ألمانيا الغربية لمناظرة وطنية، تسمى خضعتهيستوريك إرستريت، حول كيفية النظر إلى ماضيها النازي، مع ادعاء جانب واحد أنه لا يوجد شيء ألماني خاص حول النازية، وأن الشعب الألماني يجب أن يتخلى عن عاره على الماضي ونتطلع إلى الأمام، فخورًا بهويتها الوطنية، وآخرون يعتقدون أن النازية نشأت من الهوية الألمانية، والأمة بحاجة إلى أن تظل مسؤولة عن ماضيها وأن تحذر بعناية من أي انتكاسة للنازية. لم يريح هذا النقاش أولئك المعنيين بشأن ما إذا كانت ألمانيا الموحدة قد تشكل خطرًا على بلدان أخرى، كما لم يكن ظهور مجموعات النازيين الجدد سكينهيد في ألمانيا الشرقية السابقة، كما يتضح من أعمال الشغب في هويرسفيردا في عام 1991. نشأ ردة فعل قومية قائمة على الهوية بعد التوحيد حيث وصل الناس إلى الوراء للإجابة على «السؤال الألماني»، مما أدى إلى العنف من قبل أربعة أحزاب النازيين الجدد / اليمين المتطرف التي تم حظرها جميعًا من قبل المحكمة الدستورية الألمانية الاتحادية بعد ارتكاب العنف أو التحريض عليه: الجبهة الوطنية والهجوم الوطني والبديل الألماني و Kamaradenbund. :44
ظلت مسألة كيفية معالجة سكانها الأتراك قضية صعبة في ألمانيا؛ العديد من الأتراك لم يندمجوا وشكلوا مجتمعًا موازًا داخل ألمانيا، وأزعجت قضايا استخدام التعليم أو العقوبات القانونية لدفع الاندماج ألمانيا من وقت لآخر، وقضايا ما هو «ألماني»، ترافق المناقشات حول «المسألة التركية».
ظل الكبرياء في كونك ألمانيا مسألة صعبة؛ واحدة من المفاجآت في كأس العالم لكرة القدم 2006 التي أقيمت في ألمانيا، كانت عرضًا واسعًا للفخر الوطني من قبل الألمان، والذي بدا وكأنه أخذ حتى الألمان أنفسهم بمفاجأة وحذر.
أدى دور ألمانيا في إدارة أزمة الديون الأوروبية، خاصة فيما يتعلق بأزمة الديون الحكومية اليونانية، إلى انتقادات من بعض الجهات، وخاصة داخل اليونان، لألمانيا التي تمارس سلطتها بطريقة قاسية واستبدادية تذكرنا بماضيها الاستبدادي وهوية.
أدت التوترات بشأن أزمة الديون الأوروبية وأزمة المهاجرين الأوروبية وصعود الشعبوية اليمينية إلى زيادة حدة الأسئلة المتعلقة بالهوية الألمانية في عام 2010. تم إنشاء حزب البديل لألمانيا في عام 2013 كرد فعل عنيف ضد المزيد من التكامل الأوروبي وعمليات الإنقاذ للدول الأخرى خلال أزمة الديون الأوروبية؛ منذ تأسيسه حتى عام 2017، اتخذ الحزب مواقف وطنية وشعبية، رافضًا الذنب الألماني خلال الحقبة النازية، ودعا الألمان إلى الاعتزاز بتاريخهم وإنجازاتهم. في انتخابات البرلمان الأوروبي لعام 2014، فاز الحزب الوطني الديمقراطي بأول مقعد له على الإطلاق في البرلمان الأوروبي ، لكنه خسره مرة أخرى في انتخابات الاتحاد الأوروبي لعام 2019.

## القومية الألمانية في النمسا
بعد ثورات 1848/49، التي دافع فيها الثوريون القوميون الليبراليون عن الحل الألماني الكبير، الهزيمة النمساوية في الحرب النمساوية البروسية (1866) مما أدى إلى استبعاد النمسا الآن من ألمانيا، وزيادة الصراعات العرقية في هابسبورغ ملكية الإمبراطورية النمساوية المجرية، تطورت حركة وطنية ألمانية في النمسا. بقيادة المنظمات الوطنية الراديكالية الألمانية والمعادية للسامية جورج فون شونر، طالبت منظمات مثل جمعية عموم ألمانيا بربط جميع المناطق الناطقة بالألمانية في مملكة الدانوب بالإمبراطورية الألمانية، ورفضت بالتأكيد الوطنية النمساوية. كان شولنر فولكيش والقومية الألمانية العنصرية مصدر إلهام لفكر هتلر. في عام 1933، شكل النازيون النمساويون وحزب الشعب الألماني الليبرالي الوطني الكبير مجموعة عمل تقاتل معًا النظام النمساوي الفاشي الذي فرض هوية وطنية نمساوية متميزة. في حين انتهك هتلر، وهو مواطن نمساوي، معاهدة فرساي، وحد الدولتين الألمانيتين معًا «(آنشلوس)» في عام 1938. هذا يعني أن الهدف التاريخي للقوميين الألمان النمساويين تم تحقيقه ووجود الرايخ الألماني الكبير لفترة وجيزة حتى نهاية الحرب. بعد عام 1945، تم إحياء المعسكر الوطني الألماني في اتحاد المستقلين وحزب الحرية النمساوي.
بالإضافة إلى شكل من أشكال القومية في النمسا يتطلع نحو ألمانيا، كانت هناك أيضًا أشكال من القومية النمساوية رفضت توحيد النمسا مع ألمانيا على أساس الحفاظ على الهوية الدينية الكاثوليكية للنمساويين من الخطر المحتمل الذي يشكله كونهم جزءًا من بروتستانت - أغلبية ألمانيا، بالإضافة إلى تراثهم التاريخي المختلف فيما يتعلق بأصلهم السلتية والسلافية والأفار والراثية والرومانية قبل استعمار بافاري.

## رموز
- علم ألمانيا ، تم تصميمه في الأصل عام 1848 واستخدمه في برلمان فرانكفورت ، ثم من قبل جمهورية فايمار ، وأساس أعلام ألمانيا الشرقية والغربية من عام 1949 حتى اليوم.
- علم الإمبراطورية الألمانية ، المصمم أصلاً في عام 1867 لاتحاد شمال ألمانيا ، تم اعتماده كعلم ألمانيا في عام 1871. تم استخدام هذا العلم من قبل معارضي جمهورية فايمار الذين رأوا العلم الأسود والأحمر والأصفر كرمز ل عليه. وقد استخدمها مؤخرًا القوميون اليمينيون المتطرفون في ألمانيا. [بحاجة لمصدر]
- علم ألمانيا النازية من عام 1935 إلى عام 1945. تم استخدام هذا العلم من قبل الحزب النازي وهو الآن محظور في العديد من البلدان الأوروبية ، بما في ذلك ألمانيا والنمسا. يتم استخدام العلم اليوم من قبل النازيين الجدد. يقوم على ألوان علم الإمبراطورية الألمانية.

## الأحزاب السياسية القومية

### حالي
في ألمانيا
- بديل لألمانيا (2013 – الآن)
- المركز المسيحي - لألمانيا حسب وصايا الله (1988 - حتى الآن)
- المواطنون الغضب (2004 إلى الوقت الحاضر)
- الحزب الوطني الديمقراطي في ألمانيا (1964 إلى الوقت الحاضر)
- Pro NRW (2007 إلى الوقت الحاضر)
- الثالث. مسار (2013 إلى الوقت الحاضر)
- الجمهوريون (1983 إلى الوقت الحاضر)

في النمسا
- حزب الحرية النمسا (1956 إلى الوقت الحاضر)

في سويسرا
- الحزب الوطني السويسري (2000 إلى الوقت الحاضر)

### البائدة
في ألمانيا
- كتلة عموم ألمانيا / رابطة المطرودين والمحرومين من الحقوق (1950-1961)
- حزب المحافظين الحر (1867–1918)
- حزب العمال الألمان الأحرار (1979-1995)
- الحزب الألماني (1947–1960)
- الاتحاد الشعبي الألماني (1987-2011)
- الحزب الوطني الديمقراطي في ألمانيا (1948-1990)
- الهجوم الوطني (1990-1992)
- حزب الوطن الأم الألماني (1917–1918)
- حزب الشعب الوطني الألماني (1918–1933)
- حزب الرايخ الألماني (1950-1964)
- حزب اليمين الألماني (1946–1950)
- الاتحاد الاجتماعي الألماني (1956–1962)
- الحزب الاشتراكي الألماني (1918-1922)
- حزب الحرية Völkisch الألماني (1922-1924)
- حزب العمال الألماني (1919-1920)
- جبهة هارزبرج (1931–1933)
- الحزب الليبرالي الوطني (1867–1918)
- حركة الحرية الاشتراكية الوطنية (1924-1925)
- حزب العمال الألماني الاشتراكي الوطني (1920–45)
- الرابطة الوطنية الاجتماعية (1896-1903)
- الجبهة الوطنية (1985–؟ ؟؟؟ ؟؟؟ ؟؟؟)
- الجبهة الوطنية - رابطة القوميين الثوريين الاجتماعيين (1982–؟ ؟؟؟ ؟؟؟ ؟؟؟)
- الحزب الديمقراطي الاجتماعي القديم في ألمانيا (1926-1932)
- حركة مواطني ألمانيا المؤيدة (2005-2017)
- حزب الرايخ الاشتراكي (1949-1952)
- كتلة فولكيش الاجتماعية (1924-1924)

في النمسا
- اتحاد المستقلين (1949-1955)
- حزب الحرية في كارينثيا (1986-2010)
- حزب الشعب الألماني (؟؟؟؟ - 1920)
- الحزب الوطني الألماني (؟ ؟؟؟ ؟؟؟ ؟؟؟ -؟ ؟؟؟ ؟؟؟ ؟؟؟)
- حزب الشعب الألماني الكبير (1920-1934)
- لاندبوند (1919-1934)
- الحزب الوطني الديمقراطي (1967–1988)

في النمسا - المجر
- الرابطة الوطنية الألمانية (1911–1917)
- حزب العمال الألماني (1903-1918)

في تشيكوسلوفاكيا
- الحزب الوطني الألماني (1919–1933)
- حزب العمال الوطني الاشتراكي الألماني (1919-1933)
- حزب سوديتن الألماني والكاربات الألماني (1935–1938)
- حزب سوديتن الألماني (1933-1935)

في ليختنشتاين
- الحركة الوطنية الألمانية في ليختنشتاين (1938-1945)

في لوكسمبورج
- الحركة العرقية الألمانية (1940-1945)

في بولندا
- الاتحاد الشعبي الألماني في بولندا (1924–؟ ؟؟؟ ؟؟؟ ؟؟؟)
- الحزب الألماني الشاب في بولندا (1931–؟ ؟؟؟ ؟؟؟ ؟؟؟)

في رومانيا
- الحزب الألماني (1919–1944)
- حزب الشعب الألماني (1935-1938)

في سلوفاكيا
- الحزب الألماني (1938-1945)

في سويسرا
- المجموعة الفدرالية (1940-1943)
- الجبهة الوطنية (1933-1940)
- الحركة الوطنية لسويسرا (1940-1940)
- حزب الشعب السويسري (1951–؟) ؟؟؟ ؟؟؟ ؟؟؟)

## شخصيات
- أدولف هتلر
- ألبرت شبير
- انطون دريكسلر
- كلاوس فون ستوفنبرغ
- إريك فون لوديندورف
- إرنست جونجر
- إرنست نيكيش
- جريجور شتراسر
- هاينريش هيملر
- هيرمان جورينج
- جوزيف جوبلز
- كارل دونيتز
- أوتو إرنست ريمر
- أوتو شتراسر
- أوتو فون بسمارك
- رودولف هيس
- فيلهلم الثاني